# 호메로스
호메로스(고대 그리스어: Ὅμηρος, 기원전 8세기경 출생)는 고대 그리스의 시인이다. 고대 그리스 문학의 기초가 되는 두 편의 서사시인 《일리아스》와 《오디세이아》의 저자로 알려져 있으며, 역사상 가장 존경받고 영향력 있는 작가 중 한 명으로 간주된다.
호메로스의 《일리아스》는 트로이아 전쟁의 마지막 해에 아가멤논 왕과 전사 아킬레우스 사이의 다툼을 중심으로 전개된다. 《오디세이아》는 트로이아 함락 이후 이타카의 왕 오디세우스가 10년에 걸쳐 고향으로 돌아가는 여정을 다룬다. 이 시들은 호메로스 그리스어로 쓰였는데, 이는 문어로서 여러 세기에 걸친 이오니아 방언과 아이올리스 방언의 특징이 혼합된 형태를 보이며, 주로 동부 이오니아 방언의 영향을 받았다. 대부분의 연구자들은 이 시들이 원래 구전으로 전해졌다고 믿는다. 호메로스의 서사시는 주로 비극적이고 심각한 주제로 알려져 있지만, 희극과 웃음의 요소도 포함하고 있다.
호메로스의 서사시는 영웅주의, 영광, 명예의 이상을 고취하며 고대 그리스 문화와 교육의 여러 측면을 형성했다. 플라톤에게 호메로스는 간단하게 "그리스를 교육한 자"(고대 그리스어: τὴν Ἑλλάδα πεπαίδευκεν 텐 헬라다 페파이데우켄[*])였다. 단테 알리기에리의 《신곡》에서 베르길리우스는 호메로스를 "시인의 군주", 즉 모든 시인의 왕이라고 칭했으며, 알렉산더 포프는 《일리아스》 번역의 서문에서 호메로스가 항상 "가장 위대한 시인"으로 여겨져 왔음을 인정했다. 고대부터 현재에 이르기까지 호메로스의 서사시는 많은 유명한 문학, 음악, 예술, 영화 작품에 영감을 주었다.
《일리아스》와 《오디세이아》가 누구에 의해, 언제, 어디서, 어떤 상황에서 작성되었는지에 대한 의문은 계속해서 논의되고 있다. 학자들은 이 두 작품이 단일 저자의 산물인지에 대해 여전히 의견이 나뉜다. 이 시들은 기원전 8세기 말이나 7세기 초 즈음에 작성된 것으로 여겨진다. 고전 고대에는 호메로스의 생애에 대한 많은 이야기가 유포되었는데, 가장 널리 퍼진 설은 그가 현재의 터키에 위치한 아나톨리아 중부 해안 지역인 이오니아 출신의 눈먼 음유시인이었다는 것이다. 현대 학자들은 이러한 설들을 전설로 간주한다.

## 호메로스 저작으로 여겨지는 작품

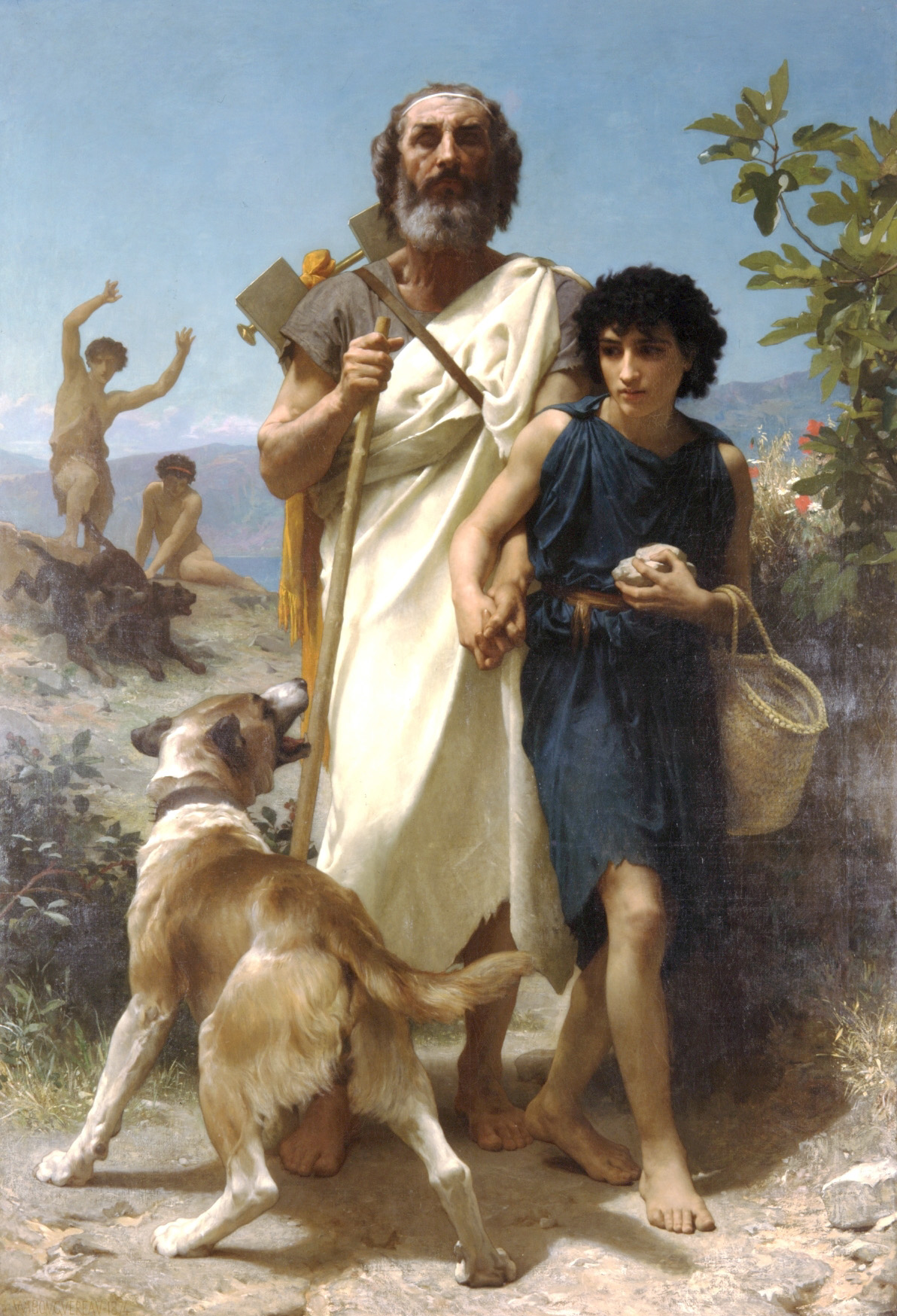
윌리암 아돌프 부그로의 1874년 작 "호메로스와 그의 안내자"

현재는 오직 《일리아스》와 《오디세이아》만이 "호메로스"라는 이름과 연관되어 있다. 그러나 고대에는 다수의 다른 작품들도 때때로 그의 작품으로 여겨졌다. 이에는 《호메로스 찬가》, 《호메로스와 헤시오도스의 경연》, 여러 편의 에피그램, 《소 일리아스》, 《노스토이》, 《테바이스》, 《퀴프리아》, 《에피고노이》, 희극적 소서사시인 《바트라코미오마키아》("개구리와 쥐의 전쟁"), 《마르기테스》, 《오이칼리아의 함락》, 《포카이스》 등이 포함된다. 오늘날 이러한 주장들은 신뢰성 있는 것으로 간주되지 않으며, 고대 세계에서도 결코 보편적으로 받아들여진 것은 아니었다. 호메로스의 생애를 둘러싼 수많은 전설들과 마찬가지로, 이러한 작품 귀속 주장들은 고대 그리스 문화에서 호메로스가 차지하는 중심적 위치를 보여주는 것 이상의 의미를 지니지 않는다.

## 고대의 전기적 전승
호메로스에 대한 일부 고대 기록들은 초기에 확립되어 자주 반복되었다. 이러한 기록들은 다음과 같은 내용을 포함한다: 호메로스가 눈이 멀었다는 것(맹인 음유시인 데모도코스를 묘사하는 구절을 자기지시적 언급으로 해석함), 그가 키오스에 거주했다는 것, 그가 멜레스강과 님프 크리테이스의 아들이었다는 것, 그가 떠돌이 음유시인이었다는 것, 그가 다양한 목록의 다른 작품들("호메리카")을 지었다는 것, 그가 이오스에서 죽었거나 어부들이 낸 수수께끼를 풀지 못해 죽었다는 것, 그리고 "호메로스"(Ὅμηρος)라는 이름에 대한 여러 가지 설명 등이다. 로마 황제 하드리아누스 시대의 또 다른 전승에 따르면 네스토르의 딸 에피카스테와 오디세우스의 아들 텔레마코스가 호메로스의 부모라고 한다.
호메로스에 대한 가장 잘 알려진 두 고대 전기는 위(僞) 헤로도토스의 《호메로스의 생애》와 《호메로스와 헤시오도스의 경연》이다.
기원전 4세기 초, 알키다마스는 칼키스에서 호메로스와 헤시오도스가 참가한 시 경연 대회에 대한 허구적 기록을 작성했다. 호메로스가 우승할 것으로 예상되었고, 그는 헤시오도스의 모든 질문과 수수께끼를 쉽게 답했다. 그 후, 각 시인은 자신의 작품 중 최고의 구절을 낭송하도록 초대받았다. 헤시오도스는 《일과 날》의 시작 부분을 선택했다: "아틀라스에서 태어난 플레이아데스가... 모두 적절한 계절에". 호메로스는 《일리아스》에서 적과 대면하여 대형을 갖춘 그리스 전사들을 묘사한 구절을 선택했다. 군중은 호메로스를 승자로 환호했지만, 심판은 헤시오도스에게 상을 수여했다. 심판은 농경을 찬양한 시인이 전투와 살육을 이야기한 시인보다 위대하다고 말했다.

## 호메로스 연구의 역사

### 고대

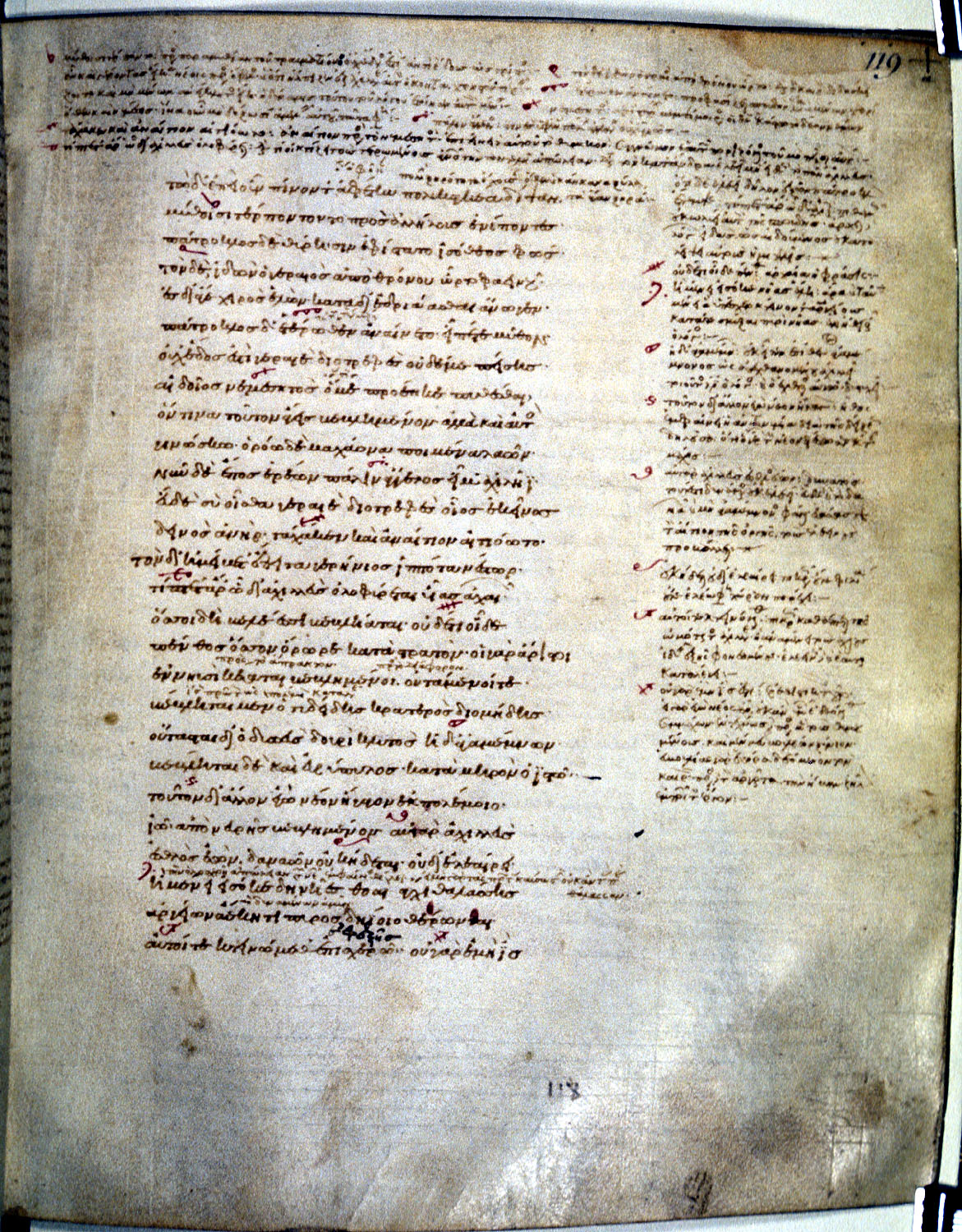
11세기 사본인 "타운리 호메로스"의 일부. 상단과 우측의 기록들은 주해(scholia)이다.

호메로스 연구는 고대로 거슬러 올라가는 학문 분야 중 하나이다. 그러나 호메로스 연구의 목적은 수천 년에 걸쳐 변화해 왔다. 호메로스에 대한 가장 오래되고 보존된 논평들은 그의 신들에 대한 묘사와 관련되어 있으며, 콜로폰의 시인 크세노파네스와 같은 적대적 비평가들은 이를 비도덕적이라고 비난했다. 전해지는 바에 따르면 알레고리스트 레기움의 테아게네스는 호메로스의 시들이 알레고리라고 주장하며 호메로스를 변호했다고 한다. 《일리아스》와 《오디세이아》는 고대 그리스와 헬레니즘 문화권에서 널리 교과서로 사용되었다. 이 작품들은 모든 학생들이 배우는 최초의 문학 작품이었다. 특히 《일리아스》의 첫 몇 권은 헬레니즘과 로마 시대에 《오디세이아》보다 훨씬 더 집중적으로 연구되었다.
이 시들이 고전기 그리스 교육에서 차지하는 중요성으로 인해, 문화적으로나 언어적으로 어려운 부분을 설명하기 위한 광범위한 주석들이 발전했다. 헬레니즘과 로마 시대 동안 많은 해석자들, 특히 호메로스의 시들이 스토아 학파의 교리를 전달한다고 믿었던 스토아 학파는 이 작품들을 숨겨진 지혜를 담고 있는 알레고리로 간주했다. 아마도 교육에서의 광범위한 사용으로 인해, 많은 저자들은 호메로스의 원래 목적이 교육이었다고 믿었다. 호메로스의 지혜는 널리 칭송받게 되어 그는 거의 원형적인 철학자의 이미지를 갖게 되었다. 비잔티움 학자들, 특히 12세기의 테살로니카의 에브스타티오스와 이오안네스 트제트제스는 호메로스에 대한 주석, 확장본, 주해를 만들어냈다. 에브스타티오스의 《일리아스》 주석만 해도 21세기 인쇄본으로 거의 4,000장에 달하는 방대한 분량이며, 《오디세이아》에 대한 그의 주석은 추가로 거의 2,000장에 이른다.

### 근대

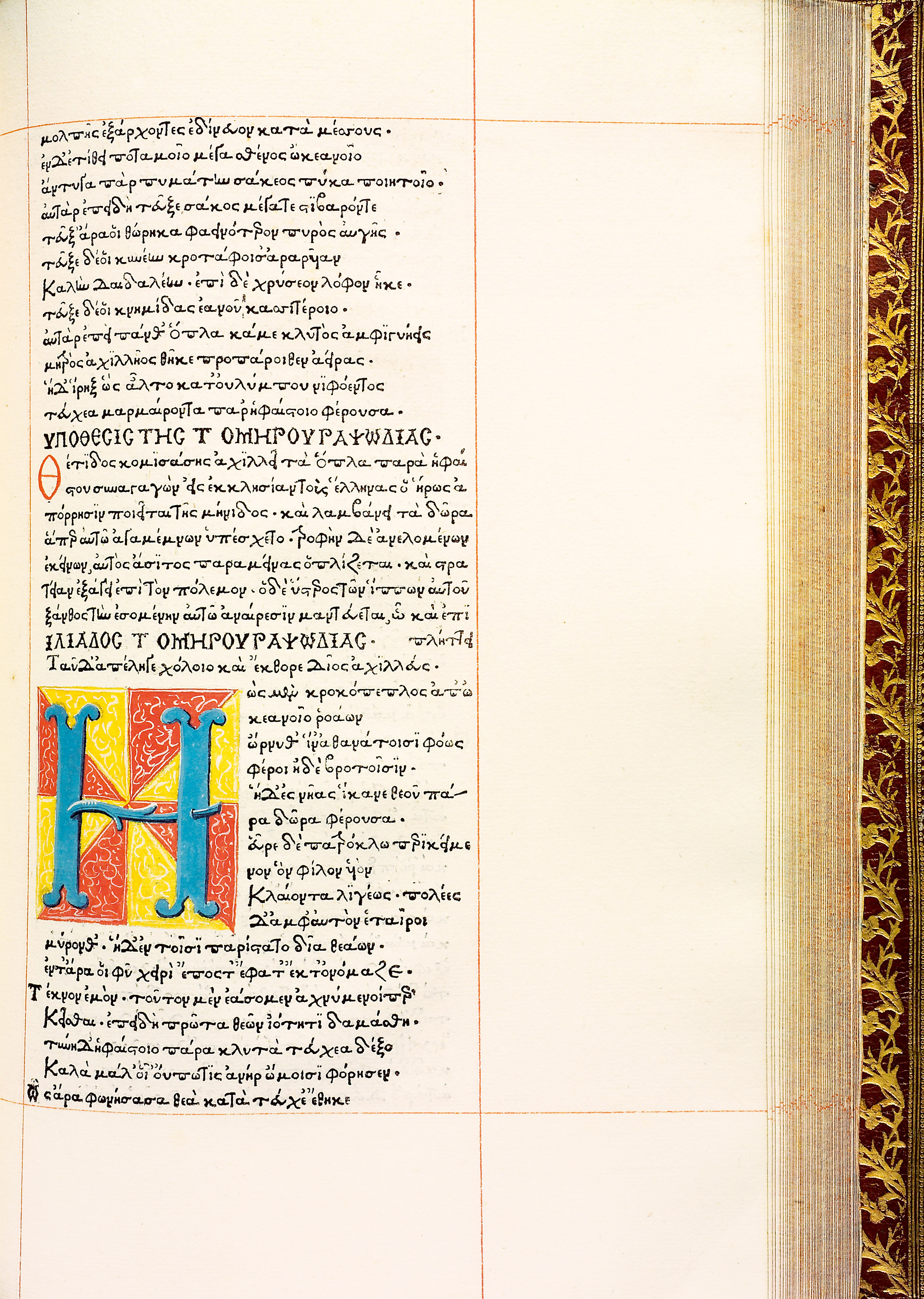
데메트리오스 할코콘딜레스가 편집한 호메로스 전집의 초판 인쇄본(editio princeps) 중 한 페이지. 1489년 플로렌스. 프랑스 국립도서관 소장

1488년, 그리스 학자 디미트리오스 할코콘딜리스가 호메로스 시의 초판 인쇄본(editio princeps)을 출판했다. 초기 근대 호메로스 학자들은 고대 학자들과 같은 기본적 접근법으로 호메로스의 시를 연구하기 시작했다. 고대에 매우 널리 퍼졌던 호메로스 시의 알레고리적 해석이 르네상스 시대의 지배적 견해로 돌아왔다. 르네상스 인문주의자들은 호메로스를 전형적으로 현명한 시인으로 칭송했으며, 그의 저작에는 알레고리를 통해 위장된 숨겨진 지혜가 담겨 있다고 보았다. 르네상스 시대 서유럽에서는 호메로스보다 베르길리우스가 더 널리 읽혔으며, 호메로스는 종종 베르길리우스의 시선을 통해 해석되었다.
1664년, 프랑수아 에델랭 도비냑 신부는 호메로스를 지혜의 정수로 칭송하는 널리 퍼진 견해에 반대하며 호메로스의 시를 신랄하게 비판했다. 그는 이 시들이 일관성이 없고, 비도덕적이며, 품위가 없고 문체가 없다고 선언했다. 또한 호메로스는 존재하지 않았으며, 이 시들은 무능한 편집자들이 서로 관련 없는 구전 노래들을 급하게 짜깁기한 것이라고 주장했다. 50년 후, 영국 학자 리처드 벤틀리는 호메로스가 존재했지만, 그는 모호한 선사시대의 구전 시인이었으며 그의 작품은 전해 내려오는 《일리아스》와 《오디세이아》와 거의 관련이 없다고 결론지었다. 벤틀리에 따르면, 호메로스는 "축제와 다른 흥겨운 날에 작은 수입과 좋은 음식을 위해 자신이 직접 부를 일련의 노래와 랩소디를 썼다. 그는 남성을 위해 《일리아스》를, 여성을 위해 《오디세이아》를 썼다. 이 느슨한 노래들은 페이시스트라토스 시대인 약 500년 후까지 서사시 형태로 모아지지 않았다."
1795년에 출판된 프리드리히 아우구스트 볼프의 《프롤레고메나 아트 호메룸》은 후에 《일리아스》와 《오디세이아》에 통합된 많은 자료가 원래 기원전 10세기에 짧고 독립적인 구전 노래 형태로 작곡되었다고 주장했다. 이 노래들은 약 400년 동안 구전 전통을 통해 전해져 내려오다가 기원전 6세기에 문자를 아는 저자들에 의해 《일리아스》와 《오디세이아》의 원형 버전으로 조립되었다. 볼프는 두 시가 문자로 기록된 후 광범위하게 편집되고 현대화되어 결국 현재의 예술적 통일성을 갖춘 상태로 만들어졌다고 주장했다. 19세기에 학계를 주도한 볼프와 "분석학파"는 후대의 부가물에 가려진 것으로 여겨지는 원래의 진정한 시들을 복원하고자 했다.
분석학파 내에는 두 진영이 있었다. "노래 이론"을 주장하는 이들은 《일리아스》와 《오디세이아》가 다수의 짧고 독립적인 노래들로부터 만들어졌다고 보았고, "핵심 이론"을 주장하는 이들은 호메로스가 원래 《일리아스》와 《오디세이아》의 더 짧은 판본을 작곡했으며 이를 후대 시인들이 확장하고 수정했다고 보았다. 분석학파에 반대하는 소수의 학자들인 "통일론자"들은 후대의 추가 부분을 더 우수한 것으로 보았으며, 이를 한 명의 영감 받은 시인의 작품으로 간주했다. 1830년경까지 호메로스 학자들의 중심 관심사는 "호메로스"가 실제로 존재했는지, 호메로스의 시가 언제 어떻게 기원했는지, 어떻게 전승되었는지, 언제 어떻게 최종적으로 기록되었는지, 그리고 전체적인 통일성에 관한 것이었으며, 이는 "호메로스 문제"라고 불렸다.
제1차 세계 대전 이후, 분석학파는 호메로스 학자들 사이에서 인기를 잃기 시작했다. 완전히 사라지지는 않았지만, 점점 더 신뢰성을 잃은 막다른 길로 여겨지게 되었다. 1928년경부터 밀만 패리와 앨버트 로드는 발칸 반도의 민속 음유시인들에 대한 연구를 바탕으로 "구전-공식 이론"을 발전시켰다. 이 이론은 호메로스의 시가 원래 전통적인 수식어구와 시적 공식에 의존한 즉흥적인 구전 공연을 통해 작곡되었다고 주장했다. 이 이론은 학계에서 매우 광범위하게 받아들여졌으며, 호메로스 시의 이전에 수수께끼로 여겨졌던 많은 특징들을 설명했다. 여기에는 그들의 특이하게 고풍스러운 언어, 상투적 수식어의 광범위한 사용, 그리고 다른 "반복적인" 특징들이 포함된다. 많은 학자들은 "호메로스 문제"가 마침내 해답을 찾았다고 결론지었다.
한편, "신분석학파"는 "분석학파"와 "통일론자" 사이의 간극을 메우려고 했다. 신분석학파는 호메로스의 시와 현재는 소실되었지만 현대 학자들이 단편적으로나마 알고 있는 다른 서사시들 사이의 관계를 추적하고자 했다.신분석학파는 《일리아스》와 《오디세이아》의 현존하는 판본에서 나타나는 구조와 세부사항의 이상 현상으로부터 서사시의 초기 판본에 대한 지식을 얻을 수 있다고 주장한다. 이러한 이상 현상들은 《일리아스》의 초기 판본들을 가리키는데, 여기서는 아이아스가 더 중요한 역할을 했고, 아킬레우스에게 보낸 아카이아인 사절단의 구성원이 달랐으며, 트로이아인들이 실제로 파트로클로스를 아킬레우스로 착각했다. 또한 그들은 《오디세이아》의 초기 판본들을 가리키는데, 여기서는 텔레마코스가 아버지 소식을 찾아 스파르타의 메넬라오스가 아닌 크레타의 이도메네우스에게 갔고, 텔레마코스가 크레타에서 아버지를 만나 예언자 테오클리메노스로 변장하여 이타카로 돌아가기로 공모했으며, 페넬로페가 서사의 훨씬 이른 시점에서 오디세우스를 알아보고 구혼자들을 파멸시키는 데 그와 공모했다.

### 현대
대부분의 현대 학자들은 시의 기원에 관한 다른 문제들에 대해서는 의견이 다르지만, 《일리아스》와 《오디세이아》가 같은 저자에 의해 만들어지지 않았다는 점에는 동의한다. 이는 "서술 방식, 신학, 윤리, 어휘, 지리적 관점의 많은 차이점들, 그리고 《오디세이아》의 특정 구절들이 《일리아스》를 모방한 것으로 보이는 특성"에 근거한다. 거의 모든 학자들은 《일리아스》와 《오디세이아》가 통일된 시라는 데 동의하며, 각 시가 명확한 전체적 구조를 보여주고 단순히 관련 없는 노래들을 이어 붙인 것이 아니라고 본다. 또한 각 시가 대부분 단일 저자에 의해 작곡되었으며, 이 저자는 아마도 오래된 구전 전승에 크게 의존했을 것이라는 데에도 일반적으로 동의한다. 거의 모든 학자들은 《일리아스》의 10권에 있는 〈돌로네이아〉가 원래 시의 일부가 아니라 후대의 다른 시인에 의한 삽입이라는 데 동의한다.
일부 고대 학자들은 호메로스가 트로이아 전쟁의 목격자였다고 믿었고, 다른 이들은 그가 500년 후까지 살았다고 생각했다. 현대 학자들은 계속해서 시의 연대에 대해 논쟁하고 있다. 시의 구성 이전에 긴 구전 전승의 역사가 있어 정확한 연대를 찾기가 복잡해진다. 한쪽 극단에서 리처드 잔코는 언어 분석과 통계를 바탕으로 두 시의 연대를 기원전 8세기로 제안했다. 배리 B. 파웰은 《일리아스》와 《오디세이아》의 작성 시기를 기원전 800년에서 750년 사이로 추정한다. 이는 기원전 5세기 후반에 살았던 헤로도토스의 진술, 즉 호메로스가 자신의 시대보다 "400년 전에 살았고 그 이상은 아니다"라는 말과, 시들이 중장보병 전술, 매장, 또는 문자 해독에 대해 언급하지 않는다는 사실에 근거한다.
마틴 리치필드 웨스트는 《일리아스》가 헤시오도스의 시를 반영하고 있으며, 따라서 가장 이른 시기로 기원전 660 ~ 650년경에 작곡되었을 것이며, 《오디세이아》는 그로부터 한 세대 후에 작곡되었을 것이라고 주장했다. 그는 또한 《일리아스》의 일부 구절들이 기원전 7세기 중반 고대 근동에서 일어난 역사적 사건들에 대한 지식을 보여준다고 해석한다. 여기에는 기원전 689년 센나케립에 의한 바빌론 파괴와 기원전 663~4년 아슈르바니팔에 의한 테바이 약탈이 포함된다. 다른 극단에서는 그레고리 나지와 같은 일부 미국 학자들이 "호메로스"를 계속 진화하는 전통으로 보며, 이 전통은 시간이 지남에 따라 더욱 안정되어갔지만 기원전 2세기 중반까지도 완전히 변화와 진화를 멈추지 않았다고 본다.
"호메로스"는 어원이 알려지지 않은 이름으로, 고대에 이에 대해 많은 이론들이 세워졌다. 한 가지 연관성은 그리스어 "ὅμηρος"(호메로스, '인질' 또는 '보증인'의 의미)와의 관계였다. 현대 학자들이 제시하는 설명들은 대체로 그들의 전반적인 호메로스 문제에 대한 입장을 반영하는 경향이 있다. 나지는 이를 "노래를 함께 맞추는 사람"으로 해석한다. 웨스트는 가능한 그리스어와 페니키아어 어원 둘 다를 제시했다.

## 호메로스 서사시의 역사성과 호메로스 사회

《일리아스》에 따른 그리스

학자들은 트로이아 전쟁이 실제로 일어났는지, 그랬다면 언제 어디서 일어났는지, 그리고 호메로스가 묘사한 사회가 어느 정도로 그의 시대 또는 시를 쓰던 당시에도 전설로만 알려진 사회를 기반으로 하는지에 대해 계속 논쟁하고 있다. 호메로스 서사시는 주로 지중해 동부와 중부를 배경으로 하며, 이집트, 에티오피아 및 다른 먼 땅들에 대한 산발적인 언급이 있다. 이는 시의 추정 작성 시기보다 약간 앞선 그리스 세계와 유사한 호전적인 사회를 묘사한다.
고대 그리스 연대기에서 트로이아 함락은 기원전 1184년으로 기록되었다. 19세기에 이르러 트로이아 전쟁이 실제로 일어났는지, 트로이아가 존재했는지에 대한 광범위한 학문적 회의론이 있었다. 그러나 1873년 하인리히 슐리만은 현대 튀르키예의 히사를릭에서 호메로스의 트로이아 유적을 발견했다고 세상에 발표했다. 일부 현대 학자들은 기원전 1220년경의 트로이아 VIIa 파괴가 트로이아 전쟁 신화의 기원이라고 생각하며, 다른 이들은 이 시가 수세기에 걸쳐 일어난 여러 유사한 포위 공격에서 영감을 받았다고 본다.
현재 대부분의 학자들은 호메로스의 시가 그리스 역사의 서로 다른 시기에서 유래한 관습과 물질 세계의 요소들을 묘사한다는 데 동의한다. 예를 들어, 시에 등장하는 영웅들은 시가 작성된 철기 시대의 무기가 아닌 시의 배경인 청동기 시대의 특징인 청동 무기를 사용한다. 그러나 같은 영웅들이 청동기 시대의 매장 대신 철기 시대의 관행인 화장을 한다. 호메로스 시의 일부에서는 영웅들이 미케네 시대 전사들이 사용하던 큰 방패를 들고 있는 것으로 묘사되지만, 다른 부분에서는 시가 쓰인 초기 철기 시대에 일반적으로 사용되던 작은 방패를 들고 있는 것으로 묘사된다. 《일리아스》 10.260-265에서 오디세우스는 멧돼지 엄니로 만든 투구를 쓰고 있는 것으로 묘사된다. 이러한 투구는 호메로스 시대에는 착용되지 않았지만, 기원전 1600년에서 1150년 사이에 귀족 전사들이 일반적으로 착용했다.
1950년대 마이클 벤트리스에 의한 선형문자 B 해독과 지속적인 고고학적 조사로 현대 학자들은 에게 문명에 대한 이해가 깊어졌다. 이 문명은 여러 면에서 호메로스가 묘사한 사회보다는 고대 근동과 더 유사하다. 호메로스 세계의 일부 측면은 단순히 창작된 것이다. 예를 들어, 《일리아스》 22.145-156은 트로이아 도시 근처에 두 개의 샘이 있어 하나는 증기가 나는 뜨거운 물이 흐르고 다른 하나는 얼음처럼 차가운 물이 흐른다고 묘사한다. 바로 이곳에서 헥토르가 아킬레우스에 대항해 최후의 항전을 펼친다. 그러나 고고학자들은 이런 묘사와 일치하는 샘이 실제로 존재했다는 증거를 발견하지 못했다.

## 양식과 언어

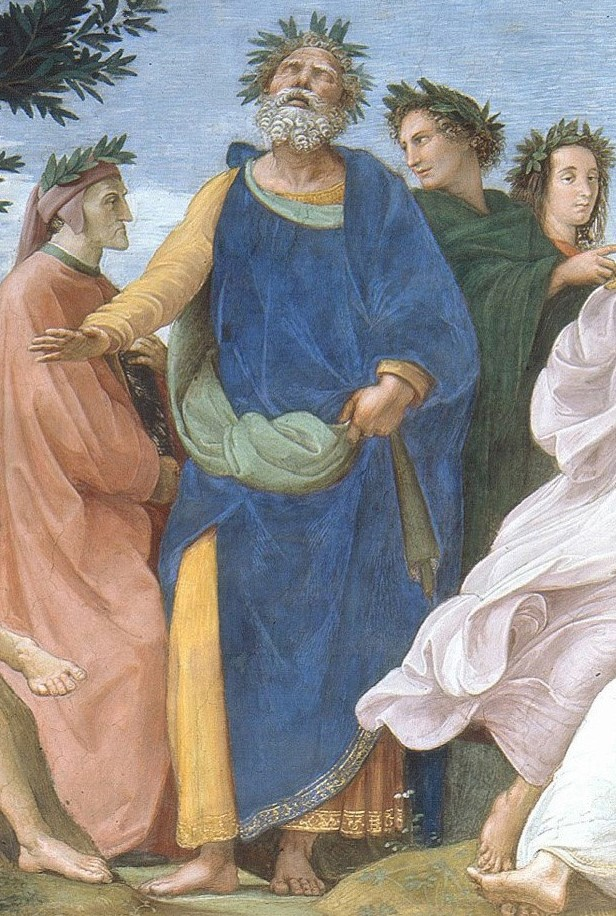
라파엘의 《파르나소스》(1509 ~ 1510년 제작) 세부. 파르나소스산 정상에서 월계관을 쓴 호메로스를 묘사하고 있으며, 그의 오른쪽에 단테 알리기에리, 왼쪽에 베르길리우스가 있다.

호메로스의 서사시는 서사시 육각운만을 위해 사용된 인위적인 문어체 또는 "쿤스츠프라헤"로 쓰여졌다. 호메로스 그리스어는 여러 지역의 그리스 방언과 시대의 특징을 보여주지만, 기본적으로는 이오니아 그리스어를 바탕으로 한다. 이는 호메로스가 이오니아 출신이라는 전통과 일치한다. 언어학적 분석에 따르면 《일리아스》가 《오디세이아》보다 약간 먼저 작곡되었으며, 호메로스의 정형구는 시의 다른 부분들보다 더 오래된 특징들을 보존하고 있다.
이 시들은 장단단 육보격으로 작곡되었다. 고대 그리스의 운율은 강세가 아닌 음량을 기반으로 했다. 호메로스는 종종 수식어구('교활한 오디세우스', '장미 손가락의 새벽', '올빼미 눈의 아테나' 등), 호메로스 정형구('그리고 그때 그에게/그녀에게 대답했다, 아가멤논, 인간들의 왕', '이른 아침에 태어난 장미 손가락의 새벽이 밝아왔을 때', '그는/그녀는 이렇게 말했다'), 직유법, 유형 장면, 환상 구성, 반복 등의 정형화된 표현을 사용한다. 이러한 습관은 즉흥 음유시인을 보조하는 구전 시의 특징이다. 예를 들어, 호메로스 문장의 주요 단어들은 일반적으로 문장의 앞부분에 배치되는 반면, 베르길리우스나 밀턴과 같은 문자 시인들은 더 길고 복잡한 구문 구조를 사용한다. 호메로스는 이후의 절에서 이러한 아이디어를 확장하는데, 이 기법을 병렬구조라고 한다.
소위 "유형 장면"(typische Szenen)은 1933년 월터 아렌트에 의해 명명되었다. 그는 호메로스가 식사, 기도, 싸움, 옷 입기와 같은 자주 반복되는 활동을 묘사할 때, 일련의 정형구 도막을 순서대로 사용한 다음 시인이 이를 정교화했다는 점을 지적했다. "분석학파"는 이러한 반복을 비호메로스적인 것으로 간주했지만, 아렌트는 이를 철학적으로 해석했다. 패리와 로드는 이러한 관습이 많은 다른 문화에서도 발견된다고 지적했다.
'환상 구성' 또는 교차 구조(이야기의 시작과 끝에서 구절이나 아이디어가 반복되거나, 일련의 아이디어가 처음에 A, B, C ... 순서로 나타났다가 ... C, B, A 순서로 뒤집히는 구조)가 호메로스 서사시에서 관찰되었다. 이러한 현상이 의식적인 예술적 장치인지, 기억을 돕는 보조 수단인지, 아니면 인간 이야기 전달의 자연스러운 특징인지에 대해서는 의견이 분분하다.
두 호메로스 시 모두 무사 신에 대한 호소로 시작한다. 《일리아스》에서 시인은 무사 신에게 "아킬레우스의 분노"를 노래해달라고 간청하고, 《오디세이아》에서는 "다양한 방식의 사나이"에 대해 이야기해달라고 요청한다. 이와 유사한 도입부가 후에 베르길리우스의 《아이네이스》에서도 사용되었다.

## 원전의 전파

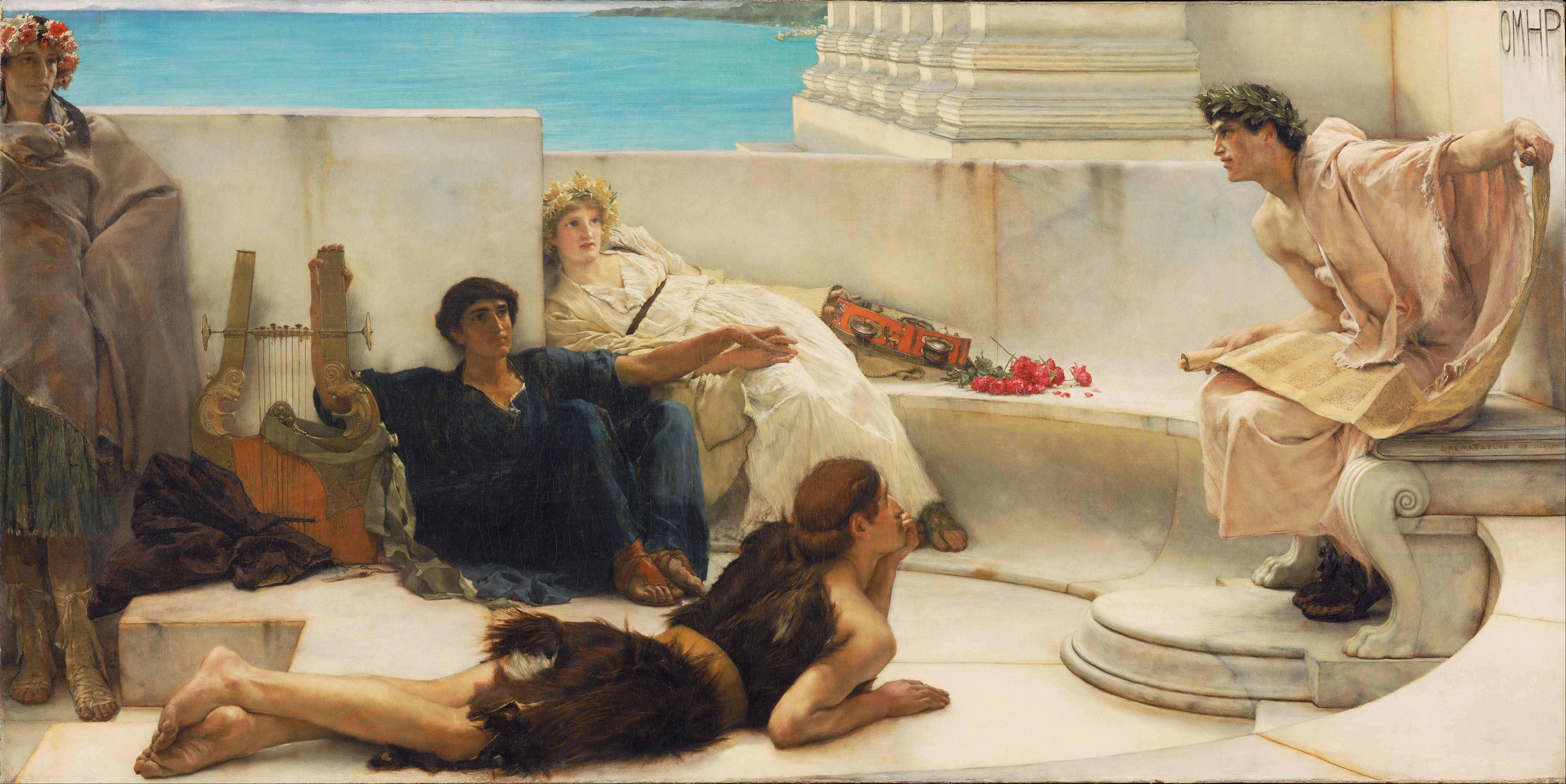
《호메로스 낭독》(1885년), 로렌스 알마-타데마 작

구전으로 전해진 호메로스의 시들은 기원전 8세기에서 6세기 사이 어느 시점에 문자로 기록되었다. 일부 학자들은 이 시들이 시인에 의해 필경사에게 구술되었으며, 우리에게 전해진 《일리아스》와 《오디세이아》 판본이 원래 구술로 받아 적은 원전이라고 믿는다. 앨버트 로드는 그가 연구하던 발칸 음유시인들이 구술하는 과정에서 그들의 노래를 수정하고 확장했다고 지적했다. 일부 학자들은 호메로스의 시가 처음 기록될 때도 이와 유사한 수정과 확장 과정이 있었을 것이라고 추측한다.
다른 학자들은 시가 8세기에 만들어진 후에도 6세기에 기록될 때까지 상당한 수정을 거치며 계속 구전으로 전승되었다고 주장한다. 문자화된 후, 시들은 각각 24개의 랩소디(현재 권이라고 부름)로 나뉘어 그리스 문자로 표시되었다. 대부분의 학자들은 이러한 권 구분을 이집트 알렉산드리아의 헬레니즘 시대 학자들의 작업으로 보고 있다. 일부는 이 구분의 기원을 더 거슬러 올라가 고전 시대로 보기도 한다. 극소수만이 호메로스 자신이 이 구분을 했다고 믿는다.
고대에는 호메로스의 시들이 기원전 6세기 말 아테네에서 페이시스트라토스(기원전 528/7년 사망)에 의해 수집되고 정리되었다는 견해가 널리 퍼져 있었다. 이는 후대 학자들이 "페이시스트라토스의 개정"이라고 부른 것이다. 호메로스의 시들이 원래 구전으로 전승되다가 페이시스트라토스 통치 기간에 처음으로 기록되었다는 생각은 기원전 1세기 로마의 연설가 키케로에 의해 언급되었으며, 두 개의 고대 《호메로스의 생애》를 포함한 여러 현존하는 자료에서도 언급된다. 기원전 150년경부터 파피루스 단편에서 발견되는 호메로스 시의 원전은 훨씬 적은 변이를 보이며, 원전이 상대적으로 안정화된 것으로 보인다. 알렉산드리아 도서관이 설립된 후, 에페소스의 제노도토스, 비잔티움의 아리스토파네스, 특히 사모트라케의 아리스타르코스와 같은 호메로스 학자들이 정본 원전 확립을 도왔다.
호메로스의 첫 인쇄본은 1488년 이탈리아 밀라노에서 제작되었다. 오늘날 학자들은 중세 사본, 파피루스, 기타 자료를 사용한다. 일부는 단일한 확정 원전을 찾기보다는 "다중 원전" 관점을 주장한다. 19세기 아르투어 루트비히의 판본은 주로 아리스타르코스의 작업을 따르는 반면, 반 티엘의 판본(1991년, 1996년)은 중세의 통속 판본을 따른다. 마틴 웨스트(1998년 ~ 2000년)나 T.W. 앨런과 같은 다른 학자들은 이 두 극단 사이 어딘가에 위치한다.

### 참고문헌
- Finkelberg, Margalit, 편집. (2012). 《The Homer Encyclopedia》. Wiley. doi:10.1002/9781444350302. ISBN 9781405177689.
- Fowler, Robert, 편집. (2004). 《The Cambridge Companion to Homer》. Cambridge: Cambridge University Press. ISBN 978-0-521-01246-1 – Internet Archive 경유.
- Graziosi, Barbara (2002). 《Inventing Homer: The Early Perception of Epic》. Cambridge Classical Studies. Cambridge: Cambridge University Press. ISBN 978-0521809665.
- Morris, Ian; Powell, Barry B., 편집. (1997). 《A New Companion to Homer》. Leiden: Brill. ISBN 978-90-04-09989-0.

## 서지 목록

### 판본
호메로스 그리스어 원전
- Demetrius Chalcondyles editio princeps, Florence, 1488
- the Aldine editions (1504 and 1517)
- 1st ed. with comments, Micyllus and Camerarius, Basel, 1535, 1541 (improved text), 1551 (incl. the Batrachomyomachia)
- Th. Ridel, Strasbourg, c. 1572, 1588 and 1592.
- Wolf (Halle, 1794–1795; Leipzig, 1804 1807)
- Spitzner (Gotha, 1832–1836)
- Bekker (Berlin, 1843; Bonn, 1858)
- La Roche (Odyssey, 1867–1868; Iliad, 1873–1876, both at Leipzig)
- Ludwich (Odyssey, Leipzig, 1889–1891; Iliad, 2 vols., 1901 and 1907)
- W. Leaf (Iliad, London, 1886–1888; 2nd ed. 1900–1902)
- William Walter Merry and James Riddell (Odyssey i–xii., 2nd ed., Oxford, 1886)
- Monro, D. B. (Odyssey xiii–xxiv. with appendices, Oxford, 1901)
- Monro, D. B. and Allen, T. W. (Iliad), and Allen (Odyssey, 1908, Oxford).
- D. B. Monro and T. W. Allen 1917–1920, Homeri Opera (5 volumes: Iliad=3rd edition, Odyssey=2nd edition), Oxford. ISBN 0-19-814528-4, 0-19-814529-2, 0-19-814531-4, 0-19-814532-2, 0-19-814534-9
- H. van Thiel 1991, Homeri Odyssea, Hildesheim. ISBN 3-487-09458-4, 1996, Homeri Ilias, Hildesheim. ISBN 3-487-09459-2
- P. von der Mühll 1993, Homeri Odyssea, Munich/Leipzig. ISBN 3-598-71432-7
- M. L. West 1998–2000, Homeri Ilias (2 volumes), Munich/Leipzig. ISBN 3-598-71431-9, 3-598-71435-1
- M. L. West 2017, Homerus Odyssea, Berlin/Boston. ISBN 3-11-042539-4

### 행간 번역
- The Iliad of Homer a Parsed Interlinear, Handheldclassics.com (2008) Text ISBN 978-1-60725-298-6

### 영어 번역
This is a partial list of translations into English of Homer's Iliad and Odyssey.
- Robert Fitzgerald (1910–1985)
  - The Iliad, Farrar, Straus and Giroux (2004) ISBN 0-374-52905-1
  - The Odyssey, Farrar, Straus and Giroux (1998) ISBN 0-374-52574-9
- Robert Fagles (1933–2008)
  - The Iliad, Penguin Classics (1998) ISBN 0-14-027536-3
  - The Odyssey, Penguin Classics (1999) ISBN 0-14-026886-3
- Stanley Lombardo (b. 1943)
  - Iliad, Hackett Publishing Company (1997) ISBN 0-87220-352-2
  - Odyssey, Hackett Publishing Company (2000) ISBN 0-87220-484-7
  - Iliad, (Audiobook) Parmenides (2006) ISBN 1-930972-08-3
  - Odyssey, (Audiobook) Parmenides (2006) ISBN 1-930972-06-7
  - The Essential Homer, (Audiobook) Parmenides (2006) ISBN 1-930972-12-1
  - The Essential Iliad, (Audiobook) Parmenides (2006) ISBN 1-930972-10-5
- Barry B. Powell (b. 1942)
  - Iliad, Oxford University Press (2013) ISBN 978-0-19-932610-5
  - Odyssey, Oxford University PressI (2014) ISBN 978-0-19-936031-4
  - Homer's Iliad and Odyssey: The Essential Books, Oxford University Press (2014) ISBN 978-0-19-939407-4
- Samuel Butler (1835–1902)
  - The Iliad, Red and Black Publishers (2008) ISBN 978-1-934941-04-1
  - The Odyssey, Red and Black Publishers (2008) ISBN 978-1-934941-05-8
- Emily Wilson (b. 1971)
  - The Odyssey, W. W. Norton (2017) ISBN 978-0-393-08905-9
  - The Iliad, W. W. Norton (2023) ISBN 9781324001805

### 호메로스에 관한 일반 저작
- 이 문서에는 다음커뮤니케이션(현 카카오)에서 GFDL 또는 CC-SA 라이선스로 배포한 글로벌 세계대백과사전의 내용을 기초로 작성된 글이 포함되어 있습니다.
- Carlier, Pierre (1999). 《Homère》 (프랑스어). Paris: Les éditions Fayard. ISBN 978-2-213-60381-0.
- de Romilly, Jacqueline (2005). 《Homère》 5판. Paris: Presses Universitaires de France. ISBN 978-2-13-054830-0.
- Latacz, J. (2004). 《Troy and Homer: Towards a Solution of an Old Mystery》. 번역 Windle, Kevin; Ireland, Rosh. Oxford: Oxford University Press. ISBN 978-0-19-926308-0. In German, 5th updated and expanded edition, Leipzig, 2005. In Spanish, 2003, ISBN 84-233-3487-2. In modern Greek, 2005, ISBN 960-16-1557-1.
- Monro, David Binning (1911). 〈Homer〉. 《브리태니커 백과사전》 12 11판. 626–39쪽.
- Powell, Barry B. (2007). 《Homer》 2판. Malden, Massachusetts; Oxford, UK; Carlton, Victoria: Wiley-Blackwell. ISBN 978-1-4051-5325-6.
- Vidal-Naquet, Pierre (2000). 《Le monde d'Homère》 (프랑스어). Paris: Perrin. ISBN 978-2-262-01181-9.
- Wace, A. J. B.; F. H. Stubbings (1962). 《A Companion to Homer》. London: Macmillan. ISBN 978-0-333-07113-7.

### 영향력 있는 독해와 해석
- Auerbach, Erich (1953). 〈Chapter 1〉. 《Mimesis: The Representation of Reality in Western Literature》. Princeton: Princeton University Press. ISBN 978-0-691-11336-4. (orig. publ. in German, 1946, Bern)
- de Jong, Irene J. F. (2004). 《Narrators and Focalizers: the Presentation of the Story in the Iliad》 2판. London: Bristol Classical Press. ISBN 978-1-85399-658-0.
- Edwards, Mark W. (1987). 《Homer, Poet of the Iliad》. Baltimore: Johns Hopkins University Press. ISBN 978-0-8018-3329-8.
- Fenik, Bernard (1974). 《Studies in the Odyssey》. Hermes, Einzelschriften 30. Wiesbaden: Steiner.
- Finley, Moses (2002). 《The World of Odysseus》. New York: The New York Review of Books. ISBN 978-1-59017-017-5.
- Nagy, Gregory (1979). 《The Best of the Achaeans: Concepts of the Hero in Archaic Greek Poetry》. Baltimore; London: Johns Hopkins University Press.
- Nagy, Gregory (2010). 《Homer: the Preclassic》. Berkeley: University of California Press. ISBN 978-0-520-95024-5.
- Reece, Steve. The Stranger's Welcome: Oral Theory and the Aesthetics of the Homeric Hospitality Scene. Ann Arbor: University of Michigan Press, 1993.

### 주석서
- 《일리아스》:
  - P.V. Jones (ed.) 2003, Homer's Iliad. A Commentary on Three Translations, London. ISBN 1-85399-657-2
  - G. S. Kirk (gen. ed.) 1985–1993, The Iliad: A Commentary (6 volumes), Cambridge. ISBN 0-521-28171-7, 0-521-28172-5, 0-521-28173-3, 0-521-28174-1, 0-521-31208-6, 0-521-31209-4
  - J. Latacz (gen. ed.) 2002 Homers Ilias. Gesamtkommentar. Auf der Grundlage der Ausgabe von Ameis-Hentze-Cauer (1868–1913) (6 volumes published so far, of an estimated 15), Munich/Leipzig. ISBN 3-598-74307-6, ISBN 3-598-74304-1
  - N. Postlethwaite (ed.) 2000, Homer's Iliad: A Commentary on the Translation of Richmond Lattimore, Exeter. ISBN 0-85989-684-6
  - M. W. Willcock (ed.) 1976, A Companion to the Iliad, Chicago. ISBN 0-226-89855-5
- 《오디세이아》:
  - A. Heubeck (gen. ed.) 1990–1993, A Commentary on Homer's Odyssey (3 volumes; orig. publ. 1981–1987 in Italian), Oxford. ISBN 0-19-814747-3, ISBN 0-19-872144-7, ISBN 0-19-814953-0
  - P. Jones (ed.) 1988, Homer's Odyssey: A Commentary based on the English Translation of Richmond Lattimore, Bristol. ISBN 1-85399-038-8
  - I. J. F. de Jong (ed.) 2001, A Narratological Commentary on the Odyssey, Cambridge. ISBN 0-521-46844-2

### 호메로스 시 연대 추정
- Janko, Richard (1982). 《Homer, Hesiod and the Hymns: Diachronic Development in Epic Diction》. Cambridge Classical Studies. Cambridge: Cambridge University Press. ISBN 978-0-521-23869-4.

## 더 읽어보기
- Buck, Carl Darling (1928). 《The Greek Dialects》. Chicago: University of Chicago Press.
- 《Hesiod, the Homeric hymns and Homerica》. The Loeb Classical Library. 번역 Evelyn-White, Hugh Gerard. London; New York: Heinemann; MacMillen. 1914.
- Ford, Andrew (1992). 《Homer : the poetry of the past》. Ithaca, New York: Cornell University Press. ISBN 978-0-8014-2700-8.
- Kirk, G. S. (1962). 《The Songs of Homer》. Cambridge: Cambridge University Press.
- Liddell, Henry George; Scott, Robert (1940). 《A Greek-English Lexicon》 revis판. Oxford: Clarendon Press; Perseus Digital Library.
- Murray, Gilbert (1960). 《The Rise of the Greek Epic》 Galaxy Books판. New York: Oxford University Press.
- Schein, Seth L. (1984). 《The Mortal Hero : An Introduction to Homer's Iliad》. Berkeley: University of California Press. ISBN 978-0-520-05128-7.
- Silk, Michael (1987). 《Homer: The Iliad》. Cambridge: Cambridge University Press. ISBN 978-0-521-83233-5.
- Smith, William, 편집. (1876). 《A Dictionary of Greek and Roman Biography and Mythology》. I, II & III. London: John Murray.
- Thurman, Judith (2023년 9월 18일). “Mother Tongue: How Emily Wilson makes Homer modern”. 《The New Yorker》 (Long-form article on Emily Wilson's Homer translations). 46–53쪽.

## 같이 보기
- 그리스 신화
- 오르페우스
- 헤시오도스
- 헤로도투스
- 파우사니아스
- 베르길리우스
- 오비디우스